# Endiandra luteola
Endiandra luteola är en lagerväxtart som beskrevs av A. C. Smith. Endiandra luteola ingår i släktet Endiandra och familjen lagerväxter. Inga underarter finns listade i Catalogue of Life.